# Stazione di Cannizzaro
La stazione di Cannizzaro è una stazione ferroviaria posta al km 246+531 della linea Messina-Siracusa, a poca distanza dal termine del tratto extraurbano della SS 114, nella frazione Cannizzaro del comune di Aci Castello. È contigua al terminal cargo ferroviario di Cannizzaro.

## Storia
La stazione venne costruita in concomitanza con la costruzione del secondo tratto della strada ferrata Messina-Catania da Taormina a Catania; il fabbricato venne posto al km 246+679 della linea, all'estremità sud dell'allora piccola frazione di Cannizzaro, a nord dell'abitato di Ognina, nei pressi della strada statale 114 Orientale Sicula da cui era separata da un passaggio a livello. Venne aperta all'inizio del 1867 ed era l'ultima stazione prima di arrivare a Catania Centrale. A partire dalla fine degli anni settanta, in seguito alle accresciute esigenze del traffico merci, (a poca distanza esisteva un'importante filiale della Fiat che induceva un notevole traffico di autovetture in arrivo via ferrovia) venne costruito un terminal merci, in seguito terminal cargo ferroviario di Cannizzaro gestito dal Gruppo GMC. La stazione originaria fu abbandonata nel 1989 in seguito all'attivazione del nuovo tratto a doppio binario e il terminal collegato con una bretella a semplice binario.
La nuova stazione, più ampia e razionale, è stata costruita poco più a nord-ovest della precedente; poco utilizzata dai viaggiatori è stata in seguito temporaneamente, ma a lungo, chiusa al servizio viaggiatori in attesa della sua trasformazione in fermata del progettato servizio ferroviario metropolitano di Catania di RFI.
Il 13 dicembre 2015 è stata riaperta al servizio viaggiatori divenendo sede di fermata di alcuni treni regionali.

## Strutture ed impianti
L'edificio della nuova stazione è di stile moderno ed ampio, di disegno piuttosto anonimo ma funzionale; i binari per servizio viaggiatori sono tre (compresi quelli di corsa) forniti di pensiline e sottopassaggi.
La stazione è posta sul percorso a doppio binario tra Fiumefreddo e Catania Ognina, nello spazio tra due gallerie. La stazione di Cannizzaro non è presenziata da DM e viene gestita dal DCO Palermo. Cannizzaro è una delle fermate del servizio ferroviario metropolitano di RFI di Catania e termine del cosiddetto tratto urbano dello stesso.

### Terminal Cargo di Cannizzaro
Venne costruito alla fine degli anni settanta per venire incontro alle esigenze della filiale Fiat di Ognina che movimentava migliaia di autovetture ma soffriva degli inconvenienti determinati dal fatto che le stesse, inviate per ferrovia al terminal di Bicocca, nell'area della Zona industriale di Catania, erano poi costrette ad attraversare tutta la città di Catania sulle bisarche per giungere alla sede. La chiusura della filiale Fiat di Ognina determinò un temporaneo sottoutilizzo dello stesso. Anni dopo venne dato in gestione al Gruppo GMC tramite la propria Logistica e Servizi Intermodali s.r.l. che operava collegamenti ferroviari denominati Shuttle di trasporto combinato tra i propri due terminali siciliani Cargo di Alcamo e di Cannizzaro e quelli di Tortona, Segrate, Lugo di Romagna e Gioia Tauro. Il servizio è da tempo cessato e il terminal cargo è stato usato per accantonare o demolire vagoni o mezzi d'opera.